# Peter Bolliger
Peter Bolliger (* 18. Mai 1937 in Basel; † 18. März 2024) war ein Schweizer Ruderer. 1968 gewann er bei den Olympischen Spielen die Bronzemedaille im Vierer mit Steuermann.

## Karriere
Der 1,91 m grosse Peter Bolliger startete für Blauweiss Basel. Zu Beginn seiner Karriere trat er zumeist mit seinem Vereinskameraden Nicolas Gobet an. Bei den Ruder-Weltmeisterschaften 1962 belegten die beiden zusammen mit G. Aschmann und J. Frei den fünften Platz im Vierer ohne Steuermann. 1964 bildeten Bolliger und Gobet einen Zweier ohne Steuermann. Sie belegten sowohl bei den Ruder-Europameisterschaften 1964 als auch bei den Olympischen Spielen 1964 den siebten Platz. Bei den Ruder-Europameisterschaften 1965 gewannen Nicolas Gobet, Peter Bolliger, Walter Weiersmüller und Adriano Bosshard die Bronzemedaille im Vierer ohne Steuermann hinter den Booten aus der Sowjetunion und aus der Bundesrepublik Deutschland.
Zwei Jahre später erreichten bei den Ruder-Europameisterschaften 1967 Hugo Waser, Peter Bolliger, Jakob Grob und Walter Weiersmüller den sechsten Platz. Bei den Olympischen Spielen 1968 traten Waser, Bolliger und Grob mit Denis Oswald und dem Zürcher Steuermann Gottlieb Fröhlich im Vierer mit Steuermann an und gewannen die Bronzemedaille hinter den Booten aus Neuseeland und aus der DDR. 1969 starteten bei den Europameisterschaften in Klagenfurt die Sansstader Hugo und Adolf Waser sowie Steuermann Martin Bächler mit Peter Bolliger aus Basel und dem Zürcher Franz Rentsch und erkämpften die Bronzemedaille hinter den beiden deutschen Booten aus West und Ost.

## Schweizer Meistertitel
- Doppelzweier: 1970
- Zweier ohne Steuermann: 1963, 1964, 1965
- Vierer ohne Steuermann: 1962, 1963, 1965, 1967
- Vierer mit Steuermann: 1961, 1962, 1967
- Achter: 1962, 1965, 1967